# Суперстар
«Суперстар! Возвращение» ― новая версия музыкального проекта «Ты — Суперстар!», которое выходило на НТВ в 2007—2008 годах.
В 2024 году вышел спин-офф шоу — проект «ВИА Суперстар!».

## Правила
В проекте участвуют 10 артистов (в первом сезоне ― 8), пик популярности которых был в 1970—е, 1980—е, 1990—е и 2000—е годы, но в силу разных причин пропали с большого эфира. Каждый выпуск посвящён каким-либо темам: «Старый хит по-новому/Свой хит», «Песни друзей», «Шлягер на все времена», «Смена жанра» и другим. После исполнения песни участник получает баллы от членов жюри (2 балла ― «огонь», 1 балл ― «фейерверк», 0 баллов ― «пшик»). Полученные баллы складываются от выпуска к выпуску, образуя турнирную таблицу. Тот участник, кто наберёт меньше всего баллов за выпуск 2 раза подряд, рискует покинуть проект. Победителем проекта становится участник, набравший наибольшее количество баллов за весь сезон.
Во втором сезоне в правила внесены изменения. Начиная со второго выпуска, участник, который получил наименьшее общее количество баллов, в финале выпуска покидает проект.
Начиная с третьего сезона правила обновились: члены жюри единогласным решением могут один раз за сезон спасти участника.

## Участники

### Первый сезон (2020)
- Юлия Волкова
- Татьяна Иванова
- Владимир Лёвкин†
- Алиса Мон
- Влад Сташевский
- Богдан Титомир
- Николай Трубач
- Ирина Шведова

### Второй сезон (2021)
- Анастасия
- Алёна Апина  (участница первого сезона «Ты — суперстар»)
- Наталия Власова
- Любаша
- Авраам Руссо
- Виктор Салтыков (участник второго сезона «Ты — суперстар»)
- Юрий Титов
- Вика Цыганова
- Шура (участник первого сезона «Ты — суперстар»)
- Юлиан

### Третий сезон (2022)
- Александр Айвазов
- Роксана Бабаян
- Роман Жуков
- Ольга Зарубина  (участница первого сезона «Ты — суперстар»)
- Алёна Иванцова
- Катя Лель  (участница второго сезона «Ты — суперстар»)
- Вячеслав Малежик
- Жан Милимеров
- Ирина Салтыкова
- Сергей Чумаков

### Четвёртый сезон (2023)
- Алексей Глызин  (участник первого сезона «Ты — суперстар»)
- Алексей Гоман
- Анастасия Макаревич
- Татьяна Маркова
- Кай Метов
- Игорь Наджиев
- Лика Стар
- Екатерина Суржикова
- Феликс Царикати
- Лариса Черникова

### Пятый сезон (2025)
- Азиза  (победитель первого сезона «Ты — суперстар»)
- Ксения Георгиади
- Данко
- Лена Катина
- Корнелия Манго
- Сергей Минаев
- Михаил Муромов  (участник первого сезона «Ты — суперстар»)
- Ираклий Пирцхалава
- Маргарита Суханкина  (участница второго сезона «Ты — суперстар»)
- Сергей Челобанов  (участник первого сезона «Ты — суперстар»)

## Сезоны
| Сезон | Премьера       | Финал           | 1 место          | 1 место          | 2 место          | 2 место          | 3 место        | Ведущие        | Ведущие         | Жюри           | Жюри            | Жюри          | Жюри            |
| Сезон | Премьера       | Финал           | 1 место          | 1 место          | 2 место          | 2 место          | 3 место        | Ведущие        | Ведущие         | 1              | 2               | 3             | 4               |
| ----- | -------------- | --------------- | ---------------- | ---------------- | ---------------- | ---------------- | -------------- | -------------- | --------------- | -------------- | --------------- | ------------- | --------------- |
| 1     | 22 ноября 2020 | 1 января 2021   | Богдан Титомир   | Ирина Шведова    | Алиса Мон        | Алиса Мон        | Николай Трубач | Вадим Такменёв | Лолита          | Сергей Соседов | Maruv           | Виктор Дробыш | Гость           |
| 2     | 7 ноября 2021  | 26 декабря 2021 | Виктор Салтыков  | Шура             | Авраам Руссо     | Авраам Руссо     | Анастасия      | Вадим Такменёв | Лолита          | Сергей Соседов | Маша Распутина  | Стас Пьеха    | Лера Кудрявцева |
| 3     | 6 ноября 2022  | 1 января 2023   | Ольга Зарубина   | Ольга Зарубина   | Жан Милимеров    | Жан Милимеров    | Роксана Бабаян | Вадим Такменёв | Лолита          | Сергей Соседов | Маша Распутина  | Стас Пьеха    | Лера Кудрявцева |
| 4     | 4 ноября 2023  | 30 декабря 2023 | Алексей Глызин   | Алексей Глызин   | Феликс Царикати  | Игорь Наджиев    | Кай Метов      | Вадим Такменёв | Лолита          | Сергей Соседов | Наташа Королёва | Стас Пьеха    | Лера Кудрявцева |
| 5     | 1 февраля 2025 | 29 марта 2025   | Ксения Георгиади | Ксения Георгиади | Сергей Челобанов | Сергей Челобанов | Азиза          | Вадим Такменёв | Наташа Королёва | Сергей Соседов | Гость           | Стас Пьеха    | Лера Кудрявцева |

## Выпуски

### Первый сезон

#### Члены жюри
| Член жюри       | Выпуски | Выпуски | Выпуски | Выпуски | Выпуски | Выпуски | Выпуски | Выпуски |
| Член жюри       | 1       | 2       | 3       | 4       | 5       | 6       | 7       | 8       |
| --------------- | ------- | ------- | ------- | ------- | ------- | ------- | ------- | ------- |
| Сергей Соседов  |         |         |         |         |         |         |         |         |
| Maruv           |         |         |         |         |         |         |         |         |
| Виктор Дробыш   |         |         |         |         |         |         |         |         |
| Лариса Долина   |         |         |         |         |         |         |         |         |
| Диана Арбенина  |         |         |         |         |         |         |         |         |
| Наташа Королёва |         |         |         |         |         |         |         |         |
| Марина Федункив |         |         |         |         |         |         |         |         |
| Анатолий Цой    |         |         |         |         |         |         |         |         |
| Алексей Чумаков |         |         |         |         |         |         |         |         |
| Игорь Крутой    |         |         |         |         |         |         |         |         |
| Александр Серов |         |         |         |         |         |         |         |         |
| Денис Клявер    |         |         |         |         |         |         |         |         |
| Ангелина Вовк   |         |         |         |         |         |         |         |         |
| Олег Газманов   |         |         |         |         |         |         |         |         |

#### Выпуск 1 (22 ноября 2020) ― Старый хит по-новому
| № | Исполнитель                          | Песня                       | Исполнитель оригинала          | Сергей Соседов | Maruv | Виктор Дробыш | Лариса Долина | Общий счёт |
| - | ------------------------------------ | --------------------------- | ------------------------------ | -------------- | ----- | ------------- | ------------- | ---------- |
| 1 | Татьяна Иванова и «Виртуозы столицы» | Два кусочека колбаски       | Комбинация                     | 1              | 2     | 2             | 1             | 6          |
| 2 | Богдан Титомир и Карина Кокс         | Делай, как я                | Богдан Титомир                 | 0              | 2     | 2             | 1             | 5          |
| 3 | Ирина Шведова и Наргиз               | Америка-разлучница          | Ирина Шведова                  | 0              | 1     | 2             | 2             | 5          |
| 4 | Владимир Лёвкин и Влад Соколовский   | Шляпа                       | На-На                          | 2              | 1     | 2             | 1             | 6          |
| 5 | Николай Трубач и Ольга Бузова        | Голубая луна                | Николай Трубач и Борис Моисеев | 1              | 2     | 2             | 1             | 6          |
| 6 | Алиса Мон и Анатолий Цой             | Алмаз                       | Алиса Мон                      | 1              | 2     | 2             | 2             | 7          |
| 7 | Влад Сташевский и Светлана Касьян    | Я не буду тебя больше ждать | Влад Сташевский                | 0              | 0     | 2             | 1             | 3          |
| 8 | Юлия Волкова и Лариса Долина         | Нас не догонят              | t.A.T.u.                       | 1              | 2     | 2             | 2             | 7          |

Общий счёт после 1-го выпуска:
1. Алиса Мон, Юлия Волкова — 7 баллов
2. Татьяна Иванова, Владимир Лёвкин, Николай Трубач — 6 баллов
3. Богдан Титомир, Ирина Шведова — 5 баллов
4. Влад Сташевский — 3 балла

#### Выпуск 2 (29 ноября 2020) ― Смена жанра
| № | Исполнитель     | Песня                 | Исполнитель оригинала   | Сергей Соседов | Maruv | Виктор Дробыш | Диана Арбенина | Общий счёт |
| - | --------------- | --------------------- | ----------------------- | -------------- | ----- | ------------- | -------------- | ---------- |
| 1 | Николай Трубач  | La Cavatina Di Figaro |                         | 2              | 2     | 1             | 1              | 6          |
| 2 | Татьяна Иванова | Siren Song            | Марув                   | 2              | 2     | 1             | 2              | 7          |
| 3 | Владимир Лёвкин | Я куплю тебе дом      | Лесоповал               | 1              | 2     | 2             | 2              | 7          |
| 4 | Ирина Шведова   | Cabaret               |                         | 2              | 2     | 2             | 2              | 8          |
| 5 | Юлия Волкова    | Вечериночка           | Монатик и Вера Брежнева | 1              | 2     | 2             | 2              | 7          |
| 6 | Богдан Титомир  | Луч солнца золотого   | Олег Анофриев           | 2              | 2     | 2             | 2              | 8          |
| 7 | Алиса Мон       | Лучина                |                         | 0              | 1     | 1             | 2              | 4          |
| 8 | Влад Сташевский | Вечно молодой         | Смысловые галлюцинации  | 1              | 2     | 2             | 2              | 7          |

Общий счёт после 2-го выпуска:
1. Юлия Волкова — 14 баллов
2. Татьяна Иванова, Владимир Лёвкин, Богдан Титомир, Ирина Шведова ― 13 баллов
3. Николай Трубач — 12 баллов
4. Алиса Мон ― 11 баллов
5. Влад Сташевский — 10 баллов

#### Выпуск 3 (6 декабря 2020) ― Про друзей
| № | Исполнитель     | Песня                  | Исполнитель оригинала  | Сергей Соседов | Maruv | Виктор Дробыш | Наташа Королёва | Общий счёт |
| - | --------------- | ---------------------- | ---------------------- | -------------- | ----- | ------------- | --------------- | ---------- |
| 1 | Богдан Титомир  | Ночное рандеву         | Крис Кельми            | 2              | 2     | 2             | 2               | 8          |
| 2 | Татьяна Иванова | Ягода-малина           | Валентина Легкоступова | 0              | 2     | 1             | 2               | 5          |
| 3 | Николай Трубач  | Джулия                 | Батырхан Шукенов       | 1              | 2     | 2             | 2               | 7          |
| 4 | Ирина Шведова   | Поговори со мною, мама | Валентина Толкунова    | 2              | 1     | 1             | 2               | 6          |
| 5 | Владимир Лёвкин | Летний дождь           | Игорь Тальков          | 1              | 0     | 1             | 1               | 3          |
| 6 | Юлия Волкова    | Я ― это ты             | Мурат Насыров          | 1              | 1     | 1             | 2               | 5          |
| 7 | Влад Сташевский | Облако волос           | Женя Белоусов          | 2              | 2     | 2             | 2               | 8          |
| 8 | Алиса Мон       | Ла-ла-ла               | Жанна Фриске           | 2              | 2     | 2             | 2               | 8          |

Общий счёт после 3-го выпуска:
1. Богдан Титомир ― 21 балл
2. Ирина Шведова, Николай Трубач, Алиса Мон, Юлия Волкова ― 19 баллов
3. Влад Сташевский, Татьяна Иванова — 18 баллов
4. Владимир Лёвкин ― 16 баллов

#### Выпуск 4 (13 декабря 2020) ― Современный хит
| № | Исполнитель     | Песня          | Исполнитель оригинала | Сергей Соседов | Maruv | Виктор Дробыш | Марина Федункив | Общий счёт |
| - | --------------- | -------------- | --------------------- | -------------- | ----- | ------------- | --------------- | ---------- |
| 1 | Юлия Волкова    | Credo          | Zivert                | 1              | 2     | 2             | 2               | 7          |
| 2 | Влад Сташевский | Лейла          | Jah Khalib            | 1              | 1     | 2             | 2               | 6          |
| 3 | Ирина Шведова   | Босая          | #2Маши                | 2              | 2     | 2             | 2               | 8          |
| 4 | Николай Трубач  | Прятки         | HammAli & Navai       | 1              | 2     | 2             | 2               | 7          |
| 5 | Татьяна Иванова | Как ты там     | Alekseev              | 1              | 2     | 2             | 2               | 7          |
| 6 | Богдан Титомир  | Розовое вино   | Элджей и Федук        | 2              | 2     | 2             | 2               | 8          |
| 7 | Алиса Мон       | Плачу на техно | Cream Soda & Хлеб     | 2              | 2     | 2             | 2               | 8          |
| 8 | Владимир Лёвкин | Туманы         | Макс Барских          | 1              | 2     | 2             | 2               | 7          |

В конце выпуска Лолита исполнила песню «кислород»
Общий счёт после 4-го выпуска:
1. Богдан Титомир ― 29 баллов
2. Ирина Шведова, Алиса Мон ― 27 баллов
3. Николай Трубач, Юлия Волкова ― 26 баллов
4. Татьяна Иванова ― 25 баллов
5. Влад Сташевский — 24 балла
6. Владимир Лёвкин ― 23 балла

#### Выпуск 5 (20 декабря 2020) ― Любимые герои
| № | Исполнитель     | Песня                  | Исполнитель оригинала | Сергей Соседов | Maruv | Анатолий Цой | Алексей Чумаков | Общий счёт |
| - | --------------- | ---------------------- | --------------------- | -------------- | ----- | ------------ | --------------- | ---------- |
| 1 | Владимир Лёвкин | Fly Me to The Moon     | Фрэнк Синатра         | 2              | 2     | 2            | 2               | 8          |
| 2 | Татьяна Иванова | Звенит январская вьюга | Нина Бродская         | 2              | 1     | 1            | 2               | 6          |
| 3 | Богдан Титомир  | Есть только миг        | Олег Анофриев         | 2              | 2     | 2            | 2               | 8          |
| 4 | Ирина Шведова   | Леди совершенство      | Татьяна Воронина      | 2              | 2     | 2            | 2               | 8          |
| 5 | Алиса Мон       | Я больше не хочу       | Ирина Понаровская     | 2              | 2     | 2            | 2               | 8          |
| 6 | Николай Трубач  | Песня про зайцев       | Юрий Никулин          | 2              | 1     | 1            | 2               | 6          |
| 7 | Юлия Волкова    | Позвони мне, позвони   | Ирина Муравьёва       | 2              | 2     | 2            | 2               | 8          |
| 8 | Влад Сташевский | Спасите наши души      | Владимир Высоцкий     | 2              | 2     | 2            | 2               | 8          |

Общий счёт после 5-го выпуска:
1. Богдан Титомир ― 37 баллов
2. Ирина Шведова, Алиса Мон ― 35 баллов
3. Юлия Волкова ― 34 балла
4. Влад Сташевский, Николай Трубач — 32 балла
5. Владимир Лёвкин, Татьяна Иванова ― 31 балл

Примечание: в телеверсии у Юлии Волковой было 32 балла, а у Влада Сташевского 34 балла.

#### Выпуск 6 (26 декабря 2020) ― Песни Игоря Крутого
| № | Исполнитель     | Песня                  | Исполнитель оригинала | Сергей Соседов | Maruv | Игорь Крутой | Александр Серов | Общий счёт |
| - | --------------- | ---------------------- | --------------------- | -------------- | ----- | ------------ | --------------- | ---------- |
| 1 | Влад Сташевский | Третье сентября        | Михаил Шуфутинский    | 1              | 1     | 2            | 2               | 6          |
| 2 | Николай Трубач  | Ты меня любишь         | Александр Серов       | 1              | 2     | 2            | 2               | 7          |
| 3 | Ирина Шведова   | Шарманка               | Николай Басков        | 2              | 2     | 2            | 2               | 8          |
| 4 | Владимир Лёвкин | Я тебя отвоюю          | Ирина Аллегрова       | 2              | 2     | 2            | 2               | 8          |
| 5 | Алиса Мон       | Понарошку              | Юрий Титов            | 2              | 2     | 2            | 2               | 8          |
| 6 | Богдан Титомир  | Как мне быть           | Александр Серов       | 1              | 2     | 2            | 2               | 7          |
| 7 | Юлия Волкова    | Любовь, похожая на сон | Алла Пугачёва         | 1              | 1     | 2            | 2               | 6          |
| 8 | Татьяна Иванова | Акапулько              | Лайма Вайкуле         | 2              | 2     | 2            | 2               | 8          |

Общий счёт после 6-го выпуска:
1. Богдан Титомир ― 44 балла
2. Ирина Шведова, Алиса Мон ― 43 балла
3. Юлия Волкова ― 40 баллов
4. Николай Трубач, Владимир Лёвкин, Татьяна Иванова ― 39 баллов
5. Влад Сташевский — 38 баллов

#### Выпуск 7 (27 декабря 2020) ― Шлягер на все времена
| № | Исполнитель     | Песня             | Исполнитель оригинала | Сергей Соседов | Диана Арбенина | Денис Клявер | Ангелина Вовк | Общий счёт |
| - | --------------- | ----------------- | --------------------- | -------------- | -------------- | ------------ | ------------- | ---------- |
| 1 | Татьяна Иванова | На сиреневой луне | Леонид Агутин         | 2              | 2              | 2            | 2             | 8          |
| 2 | Николай Трубач  | Прощай            | Лев Лещенко           | 2              | 2              | 2            | 2             | 8          |
| 3 | Ирина Шведова   | На тот большак    |                       | 2              | 1              | 1            | 2             | 6          |
| 4 | Владимир Лёвкин | Три белых коня    | Лариса Долина         | 2              | 2              | 2            | 2             | 8          |
| 5 | Алиса Мон       | Грустный дэнс     | Artik & Asti          | 0              | 2              | 2            | 2             | 6          |
| 6 | Влад Сташевский | День рождения     | Людмила Сенчина       | 2              | 2              | 2            | 2             | 8          |
| 7 | Богдан Титомир  | Хуторянка         | София Ротару          | 1              | 2              | 2            | 0             | 5          |
| 8 | Юлия Волкова    | Императрица       | Ирина Аллегрова       | 1              | 2              | 2            | 2             | 7          |

Общий счёт после 7-го выпуска:
1. Богдан Титомир, Ирина Шведова, Алиса Мон ― 49 баллов
2. Юлия Волкова, Николай Трубач, Владимир Лёвкин, Татьяна Иванова ― 47 баллов
3. Влад Сташевский — 46 баллов

#### Выпуск 8 (1 января 2021) ― Финал
| № | Исполнитель     | Песня                   | Исполнитель оригинала | Сергей Соседов | Диана Арбенина | Лариса Долина | Олег Газманов | Общий счёт |
| - | --------------- | ----------------------- | --------------------- | -------------- | -------------- | ------------- | ------------- | ---------- |
| 1 | Алиса Мон       | Девушки как звёзды      | Андрей Губин          | 1              | 2              | 2             | 2             | 7          |
| 2 | Влад Сташевский | Не бывает разлюбил      | Влад Сташевский       | 2              | 2              | 1             | 2             | 7          |
| 3 | Ирина Шведова   | Ой, у вишневом саду     |                       | 2              | 2              | 2             | 2             | 8          |
| 4 | Владимир Лёвкин | Единственная            | Олег Газманов         | 1              | 2              | 0             | 1             | 4          |
| 5 | Николай Трубач  | Зеленоглазое такси      | Михаил Боярский       | 2              | 2              | 1             | 2             | 7          |
| 6 | Юлия Волкова    | Мама Люба               | Serebro               | 1              | 2              | 1             | 1             | 5          |
| 7 | Богдан Титомир  | Путь к свету            | Родриго Фоминс        | 2              | 2              | 2             | 2             | 8          |
| 8 | Татьяна Иванова | Ты говоришь мне о любви | Нина Бродская         | 2              | 2              | 1             | 1             | 6          |

В середине выпуска Марув исполнила песню «Maria»
Итоговый счёт:
1. Богдан Титомир, Ирина Шведова ― 57 баллов ― Победители сезона[7]
2. Алиса Мон ― 56 баллов
3. Николай Трубач ― 54 балла
4. Влад Сташевский, Татьяна Иванова — 53 балла
5. Юлия Волкова ― 52 балла
6. Владимир Лёвкин ― 51 балл

#### Итоги
Общий рейтинг участников первого сезона выглядит так:
1. Богдан Титомир и Ирина Шведова
2. Алиса Мон
3. Николай Трубач
4. Татьяна Иванова и Влад Сташевский
5. Юлия Волкова
6. Владимир Лёвкин

- Больше всех максимальный балл — 8 — получили победители Богдан Титомир и Ирина Шведова (5 раз). Алиса Мон получила оценку 4 раза. По 3 раза высший балл получили Влад Сташевский и Владимир Лёвкин. Татьяна Иванова получила 2 раза, и по одному разу получили Николай Трубач и Юлия Волкова.
- Наименьший балл — 3 — получили Влад Сташевский (в 1-м выпуске) и Владимир Лёвкин (в 3-м)

### Второй сезон

#### Члены жюри
| Член жюри          | Выпуски | Выпуски | Выпуски | Выпуски | Выпуски | Выпуски | Выпуски | Выпуски |
| Член жюри          | 1       | 2       | 3       | 4       | 5       | 6       | 7       | 8       |
| ------------------ | ------- | ------- | ------- | ------- | ------- | ------- | ------- | ------- |
| Сергей Соседов     |         |         |         |         |         |         |         |         |
| Маша Распутина     |         |         |         |         |         |         |         |         |
| Стас Пьеха         |         |         |         |         |         |         |         |         |
| Лера Кудрявцева    |         |         |         |         |         |         |         |         |
| Стас Костюшкин     |         |         |         |         |         |         |         |         |
| Вячеслав Добрынин† |         |         |         |         |         |         |         |         |
| Лариса Долина      |         |         |         |         |         |         |         |         |
| Диана Арбенина     |         |         |         |         |         |         |         |         |
| Сергей Жуков       |         |         |         |         |         |         |         |         |

#### Выпуск 1 (7 ноября 2021) — Старый хит по-новому
| №  | Исполнитель     | Песня               | Исполнитель оригинала       | Сергей Соседов | Маша Распутина | Стас Пьеха | Лера Кудрявцева | Общий счёт |
| -- | --------------- | ------------------- | --------------------------- | -------------- | -------------- | ---------- | --------------- | ---------- |
| 1  | Юлиан           | Русский вальс       | Юлиан                       | 1              | 2              | 1          | 2               | 6          |
| 2  | Алёна Апина     | Лёха                | Алёна Апина                 | 1              | 2              | 1          | 1               | 5          |
| 3  | Юрий Титов      | Понарошку           | Юрий Титов                  | 1              | 2              | 2          | 2               | 7          |
| 4  | Анастасия       | Высокий каблук      | Анастасия                   | 2              | 2              | 2          | 1               | 7          |
| 5  | Шура            | Твори добро         | Шура                        | 1              | 2              | 2          | 2               | 7          |
| 6  | Наталия Власова | Я у твоих ног       | Наталия Власова             | 1              | 2              | 2          | 2               | 7          |
| 7  | Виктор Салтыков | Кони в яблоках      | Виктор Салтыков             | 2              | 2              | 2          | 2               | 8          |
| 8  | Любаша          | Перелётная птица    | Кристина Орбакайте          | 2              | 2              | 2          | 1               | 7          |
| 9  | Авраам Руссо    | Знаю                | Авраам Руссо                | 1              | 2              | 2          | 2               | 7          |
| 10 | Вика Цыганова   | Приходите в мой дом | Вика Цыганова и Михаил Круг | 2              | 2              | 2          | 2               | 8          |

Общий счёт после 1-го выпуска:
1. Виктор Салтыков, Вика Цыганова — 8 баллов
2. Юрий Титов, Анастасия, Шура, Наталия Власова, Любаша, Авраам Руссо — 7 баллов
3. Юлиан — 6 баллов
4. Алёна Апина — 5 баллов

#### Выпуск 2 (14 ноября 2021) ― Шлягер на все времена
| №  | Исполнитель     | Песня                   | Исполнитель оригинала | Сергей Соседов | Маша Распутина | Стас Пьеха | Лера Кудрявцева | Общий счёт |
| -- | --------------- | ----------------------- | --------------------- | -------------- | -------------- | ---------- | --------------- | ---------- |
| 1  | Любаша          | Et si tu n’existais pas | Джо Дассен            | 1              | 2              | 2          | 2               | 7          |
| 2  | Юрий Титов      | Unchain My Heart        | Джо Кокер             | 2              | 2              | 2          | 2               | 8          |
| 3  | Алёна Апина     | Девочка, танцуй         | Artik & Asti          | 1              | 2              | 2          | 2               | 7          |
| 4  | Авраам Руссо    | Sexbomb                 | Том Джонс             | 2              | 2              | 2          | 2               | 8          |
| 5  | Анастасия       | Угонщица                | Ирина Аллегрова       | 2              | 1              | 1          | 1               | 5          |
| 6  | Юлиан           | Пока горит свеча        | Машина времени        | 2              | 2              | 2          | 2               | 8          |
| 7  | Наталия Власова | Нежность                | Майя Кристалинская    | 0              | 0              | 1          | 0               | 1          |
| 8  | Шура            | Белый снег              | Алла Пугачёва         | 1              | 2              | 1          | 2               | 6          |
| 9  | Вика Цыганова   | Rivers of Babylon       | Boney M.              | 2              | 2              | 2          | 1               | 7          |
| 10 | Виктор Салтыков | Я просто люблю тебя     | Дима Билан            | 2              | 2              | 2          | 2               | 8          |

Общий счёт после 2-го выпуска:
1. Виктор Салтыков ― 16 баллов
2. Юрий Титов, Авраам Руссо, Вика Цыганова — 15 баллов
3. Юлиан, Любаша ― 14 баллов
4. Шура ― 13 баллов
5. Алёна Апина, Анастасия ― 12 баллов
6. Наталия Власова — 8 баллов

#### Выпуск 3 (21 ноября 2021) ― Про друзей
| № | Исполнитель     | Песня                     | Исполнитель оригинала       | Сергей Соседов | Маша Распутина | Стас Костюшкин | Лера Кудрявцева | Общий счёт |
| - | --------------- | ------------------------- | --------------------------- | -------------- | -------------- | -------------- | --------------- | ---------- |
| 1 | Алёна Апина     | Лунные ночи               | Мурат Насыров и Алёна Апина | 1              | 2              | 1              | 2               | 6          |
| 2 | Юлиан           | Течёт река Волга          | Людмила Зыкина              | 1              | 2              | 2              | 1               | 6          |
| 3 | Любаша          | Московские окна           | Иосиф Кобзон                | 1              | 2              | 2              | 2               | 7          |
| 4 | Авраам Руссо    | Нелюбимая                 | Батырхан Шукенов            | 2              | 2              | 2              | 2               | 8          |
| 5 | Анастасия       | Верни мне музыку          | Муслим Магомаев             | 1              | 2              | 2              | 2               | 7          |
| 6 | Юрий Титов      | Герой не моего романа     | Юлия Началова               | 1              | 2              | 2              | 2               | 7          |
| 7 | Шура            | Плачет девочка в автомате | Евгений Осин                | 2              | 2              | 2              | 2               | 8          |
| 8 | Вика Цыганова   | Золотые купола            | Михаил Круг                 | 1              | 2              | 2              | 1               | 6          |
| 9 | Виктор Салтыков | Аэропорт                  | Александр Барыкин           | 2              | 2              | 2              | 2               | 8          |

Общий счёт после 3-го выпуска:
1. Виктор Салтыков ― 24 балла
2. Авраам Руссо — 23 балла
3. Юрий Титов — 22 балла
4. Шура, Вика Цыганова, Любаша ― 21 балл
5. Юлиан — 20 баллов
6. Анастасия ― 19 баллов
7. Алёна Апина — 18 баллов

#### Выпуск 4 (28 ноября 2021) ― Смена жанра
| № | Исполнитель     | Песня                      | Исполнитель оригинала          | Сергей Соседов | Маша Распутина | Стас Пьеха | Лера Кудрявцева | Общий счёт |
| - | --------------- | -------------------------- | ------------------------------ | -------------- | -------------- | ---------- | --------------- | ---------- |
| 1 | Анастасия       | Dream A Little Dream of Me | Дорис Дэй                      | 2              | 2              | 2          | 2               | 8          |
| 2 | Юлиан           | Боже, какой пустяк         | Рондо                          | 2              | 1              | 0          | 1               | 4          |
| 3 | Любаша          | Стыцамэн                   | Иван Дорн                      | 2              | 1              | 1          | 0               | 4          |
| 4 | Авраам Руссо    | I Want To Break Free       | Queen                          | 2              | 2              | 2          | 1               | 7          |
| 5 | Вика Цыганова   | Тополиный пух              | Иванушки International         | 2              | 2              | 2          | 2               | 8          |
| 6 | Юрий Титов      | Time To Say Goodbye        | Андреа Бочелли и Сара Брайтман | 2              | 2              | 2          | 2               | 8          |
| 7 | Виктор Салтыков | Птичка                     | HammAli & Navai                | 1              | 2              | 2          | 2               | 7          |
| 8 | Шура            | Эхо любви                  | Анна Герман                    | 2              | 2              | 2          | 2               | 8          |

Общий счёт после 4-го выпуска:
1. Виктор Салтыков ― 31 балл
2. Авраам Руссо, Юрий Титов — 30 баллов
3. Шура, Вика Цыганова — 29 баллов
4. Анастасия ― 27 баллов
5. Любаша ― 25 баллов
6. Юлиан — 24 балла

#### Выпуск 5 (5 декабря 2021) ― Песни Вячеслава Добрынина
В начале выпуска выступила Маша Распутина, исполнив песню «Синий туман».
| № | Исполнитель     | Песня                        | Исполнитель оригинала | Сергей Соседов | Маша Распутина | Лера Кудрявцева | Вячеслав Добрынин | Общий счёт |
| - | --------------- | ---------------------------- | --------------------- | -------------- | -------------- | --------------- | ----------------- | ---------- |
| 1 | Юрий Титов      | Где же ты была?              | Вячеслав Добрынин     | 1              | 1              | 2               | 2                 | 6          |
| 2 | Анастасия       | Колдовское озеро             | Вячеслав Добрынин     | 2              | 2              | 2               | 2                 | 8          |
| 2 | Любаша          | Не волнуйтесь, тётя          | Весёлые ребята        | 1              | 2              | 0               | 2                 | 5          |
| 4 | Авраам Руссо    | Сумасшедший дождь            | Вячеслав Добрынин     | 1              | 2              | 2               | 2                 | 7          |
| 5 | Шура            | Так вот какая ты             | Вячеслав Добрынин     | 1              | 2              | 2               | 2                 | 7          |
| 6 | Вика Цыганова   | Ты мне не снишься            | Вячеслав Добрынин     | 1              | 2              | 2               | 2                 | 7          |
| 7 | Виктор Салтыков | Всё, что в жизни есть у меня | Вячеслав Добрынин     | 2              | 2              | 2               | 2                 | 8          |

Общий счёт после 5-го выпуска:
1. Виктор Салтыков — 39 баллов
2. Авраам Руссо — 37 баллов
3. Шура, Вика Цыганова, Юрий Титов — 36 баллов
4. Анастасия — 35 баллов
5. Любаша — 30 баллов

#### Выпуск 6 (12 декабря 2021) ― Песни близких друзей
| № | Исполнитель     | Песня               | Исполнитель оригинала | Сергей Соседов | Лариса Долина | Стас Пьеха | Лера Кудрявцева | Общий счёт |
| - | --------------- | ------------------- | --------------------- | -------------- | ------------- | ---------- | --------------- | ---------- |
| 1 | Анастасия       | Алкоголичка         | Артур Пирожков        | 2              | 2             | 2          | 2               | 8          |
| 2 | Юрий Титов      | Другая причина      | Непара                | 1              | 2             | 2          | 2               | 7          |
| 3 | Авраам Руссо    | Паранойя            | Николай Носков        | 2              | 2             | 2          | 2               | 8          |
| 4 | Вика Цыганова   | Есаул               | Олег Газманов         | 1              | 1             | 2          | 1               | 5          |
| 5 | Виктор Салтыков | Просто подари       | Филипп Киркоров       | 1              | 2             | 2          | 2               | 7          |
| 6 | Шура            | Транзитный пассажир | Ирина Аллегрова       | 2              | 2             | 2          | 2               | 8          |

В конце выпуска выступили Лолита и Коста Лакоста, исполнив песню «По-другому».
Общий счёт после 6-го выпуска:
1. Виктор Салтыков — 46 баллов
2. Авраам Руссо — 45 баллов
3. Шура — 44 балла
4. Анастасия, Юрий Титов — 43 балла
5. Вика Цыганова — 41 балл

#### Выпуск 7 (19 декабря 2021) ― Застольные песни
| № | Исполнитель     | Песня         | Исполнитель оригинала | Сергей Соседов | Диана Арбенина | Стас Пьеха | Лера Кудрявцева | Общий счёт |
| - | --------------- | ------------- | --------------------- | -------------- | -------------- | ---------- | --------------- | ---------- |
| 1 | Анастасия       | Milord        | Эдит Пиаф             | 2              | 2              | 2          | 2               | 8          |
| 2 | Авраам Руссо    | Червона Рута  | София Ротару          | 1              | 1              | 2          | 2               | 6          |
| 3 | Юрий Титов      | Снег          | Елена Ваенга          | 1              | 1              | 1          | 1               | 4          |
| 4 | Шура            | Пошлю его на… | Лолита                | 2              | 2              | 2          | 2               | 8          |
| 5 | Виктор Салтыков | Поворот       | Машина времени        | 1              | 2              | 2          | 2               | 7          |

Общий счёт после 7-го выпуска:
1. Виктор Салтыков — 53 балла
2. Шура — 52 балла
3. Анастасия, Авраам Руссо — 51 балл
4. Юрий Титов — 47 баллов

#### Выпуск 8 (26 декабря 2021) ― Финал и Суперфинал

##### Финал
| № | Исполнитель     | Песня                   | Исполнитель оригинала | Сергей Соседов | Диана Арбенина | Сергей Жуков | Лера Кудрявцева | Общий счёт |
| - | --------------- | ----------------------- | --------------------- | -------------- | -------------- | ------------ | --------------- | ---------- |
| 1 | Авраам Руссо    | Aicha                   | Халед                 | 2              | 2              | 2            | 1               | 7          |
| 2 | Анастасия       | К единственному нежному | Любовь Успенская      | 2              | 1              | 1            | 2               | 6          |
| 3 | Шура            | Love Me Again           | Джон Ньюмен           | 1              | 2              | 2            | 2               | 7          |
| 4 | Виктор Салтыков | Всё нормально           | Владимир Пресняков    | 0              | 2              | 2            | 2               | 6          |

Общий счёт после финала:
1. Виктор Салтыков, Шура — 59 баллов
2. Авраам Руссо — 58 баллов
3. Анастасия — 57 баллов

##### Суперфинал
| № | Исполнитель     | Песня                                               | Сергей Соседов | Диана Арбенина | Сергей Жуков | Лера Кудрявцева | Общий счёт |
| - | --------------- | --------------------------------------------------- | -------------- | -------------- | ------------ | --------------- | ---------- |
| 1 | Авраам Руссо    | Николай Носков — На меньшее я не согласен           | 2              | 2              | 2            | 2               | 8          |
| 2 | Виктор Салтыков | Wham! — «Last Christmas»                            | 2              | 2              | 2            | 2               | 8          |
| 3 | Шура            | Алла Пугачёва и Кристина Орбакайте — «Опять метель» | 2              | 2              | 2            | 2               | 8          |

Итоговый счёт:
1. Виктор Салтыков, Шура — 67 баллов — Победители сезона[8]
2. Авраам Руссо — 66 баллов

#### Итоги
Общий рейтинг участников второго сезона выглядит так:
1. Виктор Салтыков и Шура
2. Авраам Руссо
3. Анастасия
4. Юрий Титов
5. Вика Цыганова
6. Любаша
7. Юлиан
8. Алёна Апина
9. Наталия Власова

- Больше всех максимальный балл — 8 — получили победители Виктор Салтыков и Шура (5 раз). Авраам Руссо и Анастасия получили оценку 4 раза. По 2 раза высший балл получили Юрий Титов и Вика Цыганова, и 1 раз эту оценку получил Юлиан. Любаша, Алёна Апина и Наталия Власова ни разу не получили от жюри высший балл.
- Наименьший балл — 1 — получила Наталия Власова (во 2-м выпуске).

### Третий сезон

#### Члены жюри
| Член жюри         | Выпуски | Выпуски | Выпуски | Выпуски | Выпуски | Выпуски | Выпуски | Выпуски | Выпуски |
| Член жюри         | 1       | 2       | 3       | 4       | 5       | 6       | 7       | 8       | 9       |
| ----------------- | ------- | ------- | ------- | ------- | ------- | ------- | ------- | ------- | ------- |
| Сергей Соседов    |         |         |         |         |         |         |         |         |         |
| Маша Распутина    |         |         |         |         |         |         |         |         |         |
| Стас Пьеха        |         |         |         |         |         |         |         |         |         |
| Лера Кудрявцева   |         |         |         |         |         |         |         |         |         |
| Александр Зацепин |         |         |         |         |         |         |         |         |         |
| Денис Клявер      |         |         |         |         |         |         |         |         |         |

#### Выпуск 1 (6 ноября 2022) — Старый хит по-новому
| №  | Исполнитель       | Песня                               | Сергей Соседов | Маша Распутина | Стас Пьеха | Лера Кудрявцева | Общий счёт |
| -- | ----------------- | ----------------------------------- | -------------- | -------------- | ---------- | --------------- | ---------- |
| 1  | Ирина Салтыкова   | Ирина Салтыкова — «Серые глаза»     | 2              | 2              | 2          | 2               | 8          |
| 2  | Александр Айвазов | Александр Айвазов — «Лилии»         | 2              | 2              | 2          | 2               | 8          |
| 3  | Катя Лель         | Катя Лель — «Я по тебе скучаю»      | 2              | 2              | 2          | 2               | 8          |
| 4  | Вячеслав Малежик  | Вячеслав Малежик — «Провинциалка»   | 2              | 2              | 2          | 2               | 8          |
| 5  | Алёна Иванцова    | Алёна Иванцова — «Человек дождя»    | 2              | 2              | 2          | 2               | 8          |
| 6  | Жан Милимеров     | Прьемьер-Министр — «Два бриллианта» | 2              | 2              | 2          | 2               | 8          |
| 7  | Роксана Бабаян    | Роксана Бабаян — «Две женщины»      | 2              | 2              | 2          | 2               | 8          |
| 8  | Рома Жуков        | Рома Жуков — «Я люблю вас, девочки» | 1              | 2              | 2          | 2               | 7          |
| 9  | Ольга Зарубина    | Ольга Зарубина — «Ты приехал»       | 2              | 2              | 2          | 2               | 8          |
| 10 | Сергей Чумаков    | Сергей Чумаков — «Жених»            | 2              | 2              | 2          | 2               | 8          |

Общий счёт после 1-го выпуска:
1. Ирина Салтыкова, Александр Айвазов, Катя Лель, Вячеслав Малежик, Алёна Иванцова, Жан Милимеров, Роксана Бабаян, Ольга Зарубина, Сергей Чумаков — 8 баллов
2. Рома Жуков — 7 баллов

#### Выпуск 2 (13 ноября 2022) — Любимые чужие хиты
| №  | Исполнитель       | Песня                                              | Сергей Соседов | Маша Распутина | Стас Пьеха | Лера Кудрявцева | Общий счёт |
| -- | ----------------- | -------------------------------------------------- | -------------- | -------------- | ---------- | --------------- | ---------- |
| 1  | Алёна Иванцова    | Григорий Лепс и Ирина Аллегрова — «Я тебе не верю» | 2              | 2              | 2          | 1               | 7          |
| 2  | Сергей Чумаков    | Джо Кокер — «You Can Leave Your Hat On»            | 1              | 1              | 1          | 1               | 4          |
| 3  | Роксана Бабаян    | Максим Фадеев — «Танцы на стёклах»                 | 2              | 2              | 2          | 2               | 8          |
| 4  | Александр Айвазов | Андрей Губин — «Птица»                             | 0              | 2              | 1          | 1               | 4          |
| 5  | Катя Лель         | Владимир Пресняков — «Там нет меня»                | 1              | 1              | 1          | 2               | 5          |
| 6  | Рома Жуков        | Дан Спэтару — «От зари до зари»                    | 2              | 2              | 2          | 2               | 8          |
| 7  | Ирина Салтыкова   | Диана Арбенина — «Секунду назад»                   | 2              | 2              | 2          | 2               | 8          |
| 8  | Вячеслав Малежик  | Гарик Сукачёв — «Я милого узнаю по походке»        | 2              | 2              | 1          | 1               | 6          |
| 9  | Ольга Зарубина    | t.A.T.u. — «30 минут»                              | 2              | 2              | 2          | 2               | 8          |
| 10 | Жан Милимеров     | Стиви Уандер — «Isn’t She Lovely»                  | 2              | 2              | 2          | 2               | 8          |

Общий счёт после 2-го выпуска:
1. Ирина Салтыкова, Жан Милимеров, Роксана Бабаян, Ольга Зарубина — 16 баллов
2. Рома Жуков, Алёна Иванцова — 15 баллов
3. Вячеслав Малежик — 14 баллов
4. Катя Лель — 13 баллов
5. Александр Айвазов, Сергей Чумаков — 12 баллов

В конце выпуска Сергей Чумаков исполнил песню Димы Билана «Невозможное возможно»

#### Выпуск 3 (20 ноября 2022) — Посвящение ушедшим артистам
| № | Исполнитель       | Песня                                 | Сергей Соседов | Маша Распутина | Стас Пьеха | Лера Кудрявцева | Общий счёт |
| - | ----------------- | ------------------------------------- | -------------- | -------------- | ---------- | --------------- | ---------- |
| 1 | Рома Жуков        | Юрий Шатунов — «Паруса»               | 2              | 2              | 2          | 2               | 8          |
| 2 | Ирина Салтыкова   | Мурат Насыров — «Кто-то простит»      | 2              | 2              | 1          | 2               | 7          |
| 3 | Вячеслав Малежик  | Сергей Дьячков — «Честно говоря»      | 2              | 2              | 2          | 1               | 7          |
| 4 | Катя Лель         | Пьер Нарцисс — «Шоколадный заяц»      | 2              | 2              | 1          | 2               | 7          |
| 5 | Александр Айвазов | Ренат Ибрагимов — «Любовь настала»    | 2              | 2              | 2          | 2               | 8          |
| 6 | Алёна Иванцова    | Людмила Гурченко — «Молитва»          | 2              | 2              | 2          | 2               | 8          |
| 7 | Жан Милимеров     | Виктор Резников — «Телефонная книжка» | 1              | 2              | 2          | 2               | 7          |
| 8 | Ольга Зарубина    | Иванушки International — «Снегири»    | 2              | 2              | 2          | 2               | 8          |
| 9 | Роксана Бабаян    | Михаил Державин — «Моя морячка»       | 2              | 2              | 2          | 2               | 8          |

В середине выпуска выступила Лолита, исполнив совместную с Борисом Моисеевым песню «Сны».
Общий счёт после 3-го выпуска:
1. Роксана Бабаян, Ольга Зарубина — 24 балла
2. Рома Жуков, Алёна Иванцова, Ирина Салтыкова, Жан Милимеров — 23 балла
3. Вячеслав Малежик — 21 балл
4. Катя Лель, Александр Айвазов — 20 баллов

В конце выпуска Александр Айвазов исполнил песню Елены Ваенги «Шопен»

#### Выпуск 4 (27 ноября 2022) — Шансон и городской романс
| № | Исполнитель      | Песня                            | Сергей Соседов | Маша Распутина | Стас Пьеха | Лера Кудрявцева | Общий счёт |
| - | ---------------- | -------------------------------- | -------------- | -------------- | ---------- | --------------- | ---------- |
| 1 | Вячеслав Малежик | Сергей Трофимов — «Снегири»      | 2              | 2              | 2          | 2               | 8          |
| 2 | Ирина Салтыкова  | Любовь Успенская — «Гитара»      | 2              | 1              | 1          | 1               | 5          |
| 3 | Рома Жуков       | Стас Михайлов — «Золотое сердце» | 1              | 1              | 1          | 1               | 4          |
| 4 | Алёна Иванцова   | Слава — «Расскажи мне, мама»     | 2              | 1              | 1          | 2               | 6          |
| 5 | Катя Лель        | Елена Ваенга — «Курю»            | 2              | 2              | 2          | 2               | 8          |
| 6 | Жан Милимеров    | Любовь Успенская — «Ещё минута»  | 2              | 2              | 2          | 2               | 8          |
| 7 | Роксана Бабаян   | Воровайки — «Хоп, мусорок»       | 2              | 2              | 2          | 2               | 8          |
| 8 | Ольга Зарубина   | Шарль Азнавур — «Вечная любовь»  | 2              | 2              | 2          | 2               | 8          |

Общий счёт после 4-го выпуска:
1. Роксана Бабаян, Ольга Зарубина — 32 балла
2. Жан Милимеров — 31 балл
3. Вячеслав Малежик, Алёна Иванцова — 29 баллов
4. Катя Лель, Ирина Салтыкова — 28 баллов
5. Рома Жуков — 27 баллов

Члены жюри спасли Рому Жукова.

#### Выпуск 5 (4 декабря 2022) — Песни Александра Зацепина
| № | Исполнитель      | Песня                                      | Сергей Соседов | Маша Распутина | Александр Зацепин | Лера Кудрявцева | Общий счёт |
| - | ---------------- | ------------------------------------------ | -------------- | -------------- | ----------------- | --------------- | ---------- |
| 1 | Ирина Салтыкова  | Алла Пугачёва — «Песенка про меня»         | 2              | 2              | 2                 | 2               | 8          |
| 2 | Жан Милимеров    | Алла Пугачёва — «Любовь одна виновата»     | 1              | 2              | 2                 | 2               | 7          |
| 3 | Алёна Иванцова   | Аида Ведищева — «Помоги мне»               | 1              | 1              | 1                 | 1               | 4          |
| 4 | Вячеслав Малежик | Олег Даль — «Купидон»                      | 1              | 2              | 0                 | 2               | 5          |
| 5 | Катя Лель        | Нина Бродская — «Звенит январская вьюга»   | 2              | 2              | 2                 | 2               | 8          |
| 6 | Рома Жуков       | Валерий Золотухин — «Разговор со счастьем» | 2              | 2              | 1                 | 1               | 6          |
| 7 | Ольга Зарубина   | Татьяна Анциферова — «Ищу тебя»            | 2              | 2              | 2                 | 2               | 8          |
| 8 | Роксана Бабаян   | Олег Анофриев — «Есть только миг»          | 1              | 2              | 1                 | 1               | 5          |

Общий счёт после 5-го выпуска:
1. Ольга Зарубина — 40 баллов
2. Жан Милимеров — 38 баллов
3. Роксана Бабаян — 37 баллов
4. Катя Лель, Ирина Салтыкова — 36 баллов
5. Вячеслав Малежик — 34 балла
6. Алёна Иванцова, Рома Жуков — 33 балла

В конце выпуска Рома Жуков исполнил песню Егора Крида «Я у твоих ног».

#### Выпуск 6 (11 декабря 2022) — Современный хит
| № | Исполнитель      | Песня                                         | Сергей Соседов | Маша Распутина | Стас Пьеха | Лера Кудрявцева | Общий счёт |
| - | ---------------- | --------------------------------------------- | -------------- | -------------- | ---------- | --------------- | ---------- |
| 1 | Алёна Иванцова   | 2Маши — «Мама, я танцую»                      | 2              | 2              | 2          | 2               | 8          |
| 2 | Вячеслав Малежик | Uma2rman — «Проститься»                       | 2              | 2              | 2          | 1               | 7          |
| 3 | Катя Лель        | ANIVAR — «Любимый человек»                    | 2              | 2              | 2          | 2               | 8          |
| 4 | Ирина Салтыкова  | Кайли Миноуг — «Can’t Get You Out of My Head» | 2              | 2              | 1          | 1               | 6          |
| 5 | Роксана Бабаян   | Андрей Губин — «Ночь»                         | 2              | 2              | 1          | 2               | 7          |
| 6 | Жан Милимеров    | Сэм Смит — «Diamonds»                         | 2              | 2              | 2          | 2               | 8          |
| 7 | Ольга Зарубина   | Анна Асти — «Феникс»                          | 2              | 1              | 2          | 2               | 7          |

После выступлений участников Лолита выступила с песней «Марлен»
Общий счёт после 6-го выпуска:
1. Ольга Зарубина — 47 баллов
2. Жан Милимеров — 46 баллов
3. Роксана Бабаян, Катя Лель — 44 балла
4. Ирина Салтыкова — 42 балла
5. Алёна Иванцова, Вячеслав Малежик — 41 балл

В конце выпуска Вячеслав Малежик исполнил песню Ирины Аллегровой «Я тебя отвоюю».

#### Выпуск 7 (18 декабря 2022) — Дискотека нашей юности
| № | Исполнитель     | Песня                          | Сергей Соседов | Маша Распутина | Стас Пьеха | Лера Кудрявцева | Общий счёт |
| - | --------------- | ------------------------------ | -------------- | -------------- | ---------- | --------------- | ---------- |
| 1 | Алёна Иванцова  | Восток — «Миражи»              | 2              | 2              | 2          | 2               | 8          |
| 2 | Ирина Салтыкова | Виктор Салтыков — «Белая ночь» | 1              | 2              | 2          | 1               | 6          |
| 3 | Жан Милимеров   | Рондо — «Я буду помнить»       | 1              | 2              | 2          | 2               | 7          |
| 4 | Катя Лель       | Ирина Аллегрова — «Странник»   | 1              | 2              | 2          | 2               | 7          |
| 5 | Ольга Зарубина  | МакSим — «Мой рай»             | 2              | 2              | 1          | 2               | 7          |
| 6 | Роксана Бабаян  | Шура — «Отшумели летние дожди» | 2              | 2              | 1          | 1               | 6          |

В середине выпуска выступили Стас Пьеха, Александр Иванов (IVAN) и Николай Носков, исполнив песню «Не вставай на колени», а после выступлений участников выступила Маша Распутина со своей песней «Иллюзия зрения».
Общий счёт после 7-го выпуска:
1. Ольга Зарубина — 54 балла
2. Жан Милимеров — 53 балла
3. Катя Лель — 51 балл
4. Роксана Бабаян — 50 баллов
5. Алёна Иванцова — 49 баллов
6. Ирина Салтыкова — 48 баллов

В конце выпуска Ирина Салтыкова исполнила песню Владимира Преснякова «Замок из дождя».

#### Выпуск 8 (25 декабря 2022) — Суперхит
1 часть
| № | Исполнитель    | Песня                              | Сергей Соседов | Маша Распутина | Стас Пьеха | Лера Кудрявцева | Общий счёт |
| - | -------------- | ---------------------------------- | -------------- | -------------- | ---------- | --------------- | ---------- |
| 1 | Роксана Бабаян | Рондо — «Боже, какой пустяк»       | 2              | 2              | 1          | 2               | 7          |
| 2 | Алёна Иванцова | Юрий Титов — «Понарошку»           | 1              | 1              | 2          | 2               | 6          |
| 3 | Катя Лель      | Дима Билан — «Я просто люблю тебя» | 1              | 1              | 2          | 1               | 5          |
| 4 | Жан Милимеров  | 2Маши — «Босая»                    | 2              | 2              | 2          | 2               | 8          |
| 5 | Ольга Зарубина | Лолита — «Пошлю его на…»           | 2              | 2              | 2          | 1               | 7          |

Общий счёт после первой части 8-го выпуска:
1. Ольга Зарубина, Жан Милимеров — 61 балл
2. Роксана Бабаян — 57 баллов
3. Катя Лель — 56 баллов
4. Алёна Иванцова — 55 баллов

2 часть
| № | Исполнитель                   | Песня                                             | Сергей Соседов | Маша Распутина | Стас Пьеха | Лера Кудрявцева | Общий счёт |
| - | ----------------------------- | ------------------------------------------------- | -------------- | -------------- | ---------- | --------------- | ---------- |
| 1 | Катя Лель и Виктор Салтыков   | Григорий Лепс и Ани Лорак — «Зеркала»             | 1              | 2              | 1          | 2               | 6          |
| 2 | Алёна Иванцова и Юрий Титов   | Дайана Росс — «When You Tell Me That You Love Me» | 2              | 2              | 2          | 2               | 8          |
| 3 | Роксана Бабаян и Юлиан        | Диана Арбенина — «Короны»                         | 2              | 2              | 2          | 2               | 8          |
| 4 | Жан Милимеров и Ирина Шведова | Наталья Подольская — «Поздно»                     | 2              | 2              | 2          | 2               | 8          |
| 5 | Ольга Зарубина и Шура         | Валерия и Максим Фадеев — «До предела»            | 2              | 2              | 2          | 2               | 8          |

Общий счёт после 8-го выпуска:
1. Ольга Зарубина, Жан Милимеров — 69 баллов
2. Роксана Бабаян — 65 баллов
3. Алёна Иванцова — 63 балла
4. Катя Лель — 62 балла

#### Выпуск 9 (1 января 2023) — Финал
| № | Исполнитель    | Песня                                 | Сергей Соседов | Маша Распутина | Денис Клявер | Лера Кудрявцева | Общий счёт |
| - | -------------- | ------------------------------------- | -------------- | -------------- | ------------ | --------------- | ---------- |
| 1 | Алёна Иванцова | SHAMAN — «Теряем мы любовь»           | 2              | 2              | 2            | 2               | 8          |
| 2 | Роксана Бабаян | Роксана Бабаян — «Танцуйте, люди»     | 2              | 2              | 2            | 2               | 8          |
| 3 | Жан Милимеров  | Николай Носков — «Снег»               | 1              | 1              | 2            | 2               | 6          |
| 4 | Ольга Зарубина | Алла Пугачёва — «Нас бьют, мы летаем» | 2              | 2              | 2            | 2               | 8          |

| № | Исполнитель                       | Песня                                                  |
| - | --------------------------------- | ------------------------------------------------------ |
| 1 | Александр Айвазов и Анастасия     | Надежда Кадышева — «Широка река».                      |
| 2 | Сергей Чумаков                    | «Амега» — «Лететь»                                     |
| 3 | Вячеслав Малежик                  | Вячеслав Малежик — «Зима-зима»                         |
| 4 | Роман Жуков                       | Руки вверх!-«Крошка моя»                               |
| 5 | Влад Сташевский и Ирина Салтыкова | Максим Фадеев и Наргиз — «С любимыми не расставайтесь» |
| 6 | Катя Лель                         | Гости из будущего — «Зима в сердце»                    |

Итоговый счёт:
1. Ольга Зарубина — 77 баллов — Победитель сезона[9]
2. Жан Милимеров — 75 баллов
3. Роксана Бабаян — 73 балла
4. Алёна Иванцова — 71 балл

#### Итоги
Общий рейтинг участников выглядит так:
1. Ольга Зарубина
2. Жан Милимеров
3. Роксана Бабаян
4. Алёна Иванцова
5. Катя Лель
6. Ирина Салтыкова
7. Вячеслав Малежик
8. Рома Жуков
9. Александр Айвазов
10. Сергей Чумаков

- Больше всех максимальный балл — 8 — получила победитель Ольга Зарубина (7 раз). Жан Милимеров, Роксана Бабаян и Алёна Иванцова получили оценку 6 раз. 4 раза высший балл получила Катя Лель. Трижды 8 баллов получила Ирина Салтыкова. По 2 раза высший балл получили Вячеслав Малежик, Рома Жуков и Александр Айвазов, и один раз 8 баллов получил Сергей Чумаков
- Наименьший балл — 4 — получили: Сергей Чумаков и Александр Айвазов (во 2-м выпуске), Рома Жуков (в 4-м выпуске) и Алёна Иванцова (в 5-м выпуске).

### Четвёртый сезон

#### Члены жюри
| Член жюри       | Выпуски | Выпуски | Выпуски | Выпуски | Выпуски | Выпуски | Выпуски | Выпуски | Выпуски |
| Член жюри       | 1       | 2       | 3       | 4       | 5       | 6       | 7       | 8       | 9       |
| --------------- | ------- | ------- | ------- | ------- | ------- | ------- | ------- | ------- | ------- |
| Сергей Соседов  |         |         |         |         |         |         |         |         |         |
| Наташа Королёва |         |         |         |         |         |         |         |         |         |
| Стас Пьеха      |         |         |         |         |         |         |         |         |         |
| Лера Кудрявцева |         |         |         |         |         |         |         |         |         |
| Лолита          |         |         |         |         |         |         |         |         |         |
| Виктор Дробыш   |         |         |         |         |         |         |         |         |         |

#### Выпуск 1 (4 ноября 2023) — Старый хит по-новому
| №  | Исполнитель         | Песня                                   | Сергей Соседов | Наташа Королёва | Стас Пьеха | Лера Кудрявцева | Общий счёт |
| -- | ------------------- | --------------------------------------- | -------------- | --------------- | ---------- | --------------- | ---------- |
| 1  | Феликс Царикати     | Феликс Царикати — «Непутёвый»           | 2              | 2               | 2          | 1               | 7          |
| 2  | Настя Макаревич     | Лицей — «Осень»                         | 1              | 2               | 2          | 2               | 7          |
| 3  | Игорь Наджиев       | Игорь Наджиев — «Ну, целуй!»            | 1              | 2               | 2          | 2               | 7          |
| 4  | Татьяна Маркова     | Татьяна Маркова — «Вспоминай»           | 1              | 2               | 2          | 1               | 6          |
| 5  | Кай Метов           | Кай Метов — «Position 2»                | 2              | 2               | 2          | 2               | 8          |
| 6  | Лика Стар           | Лика Стар — «Одинокая луна»             | 0              | 2               | 2          | 1               | 5          |
| 7  | Алексей Гоман       | Алексей Гоман — «Русский парень»        | 2              | 2               | 2          | 1               | 7          |
| 8  | Екатерина Суржикова | Екатерина Суржикова — «Ожившая кукла»   | 1              | 2               | 2          | 1               | 6          |
| 9  | Алексей Глызин      | Алексей Глызин — «Зимний сад»           | 2              | 2               | 2          | 2               | 8          |
| 10 | Лариса Черникова    | Лариса Черникова — «Влюблённый самолёт» | 2              | 2               | 1          | 1               | 6          |

Общий счёт после 1-го выпуска:
1. Кай Метов, Алексей Глызин — 8 баллов
2. Феликс Царикати, Настя Макаревич, Игорь Наджиев, Алексей Гоман — 7 баллов
3. Татьяна Маркова, Екатерина Суржикова, Лариса Черникова — 6 баллов
4. Лика Стар — 5 баллов

#### Выпуск 2 (11 ноября 2023) — Любимые хиты
| №  | Исполнитель         | Песня                                | Сергей Соседов | Наташа Королёва | Стас Пьеха | Лера Кудрявцева | Общий счёт |
| -- | ------------------- | ------------------------------------ | -------------- | --------------- | ---------- | --------------- | ---------- |
| 1  | Кай Метов           | А'Студио — «Улетаю»                  | 2              | 1               | 2          | 2               | 7          |
| 2  | Екатерина Суржикова | Ани Лорак — «Солнце»                 | 1              | 2               | 1          | 1               | 5          |
| 3  | Феликс Царикати     | Дима Билан — «Так устроен этот мир»  | 1              | 1               | 2          | 1               | 5          |
| 4  | Лариса Черникова    | Ольга Кормухина — «Путь»             | 1              | 1               | 2          | 0               | 4          |
| 5  | Игорь Наджиев       | Олег Газманов — «Мама»               | 2              | 2               | 2          | 2               | 8          |
| 6  | Настя Макаревич     | Леди Гага- «Bad Romance»             | 2              | 2               | 2          | 2               | 8          |
| 7  | Алексей Гоман       | Hi-Fi — «Седьмой лепесток»           | 2              | 2               | 2          | 2               | 8          |
| 8  | Татьяна Маркова     | Юлия Савичева — «Прости за любовь»   | 2              | 2               | 2          | 2               | 8          |
| 9  | Лика Стар           | Диана Арбенина — «Звучи»             | 0              | 1               | 1          | 2               | 4          |
| 10 | Алексей Глызин      | Полина Гагарина — «Драмы больше нет» | 1              | 2               | 1          | 1               | 5          |

Общий счёт после 2-го выпуска:
1. Кай Метов, Настя Макаревич, Игорь Наджиев, Алексей Гоман — 15 баллов
2. Татьяна Маркова — 14 баллов
3. Алексей Глызин — 13 баллов
4. Феликс Царикати — 12 баллов
5. Екатерина Суржикова — 11 баллов
6. Лариса Черникова — 10 баллов
7. Лика Стар — 9 баллов

#### Выпуск 3 (18 ноября 2023) — Юбилей Лолиты
В честь юбилея Лолита заняла место члена жюри. Место ведущей на один выпуск заняла Лера Кудрявцева.
В начале выпуска Вадим Такменёв и Лолита исполнили песню «Я».
| № | Исполнитель         | Песня                         | Сергей Соседов | Наташа Королёва | Стас Пьеха | Лолита | Общий счёт |
| - | ------------------- | ----------------------------- | -------------- | --------------- | ---------- | ------ | ---------- |
| 1 | Настя Макаревич     | Лолита — «Даша»               | 1              | 2               | 2          | 2      | 7          |
| 2 | Феликс Царикати     | Лолита — «Отвали»             | 2              | 2               | 2          | 2      | 8          |
| 3 | Татьяна Маркова     | Лолита — «Расскажи, как»      | 1              | 1               | 1          | 1      | 4          |
| 4 | Игорь Наджиев       | Лолита — «Ну что ж»           | 2              | 2               | 2          | 2      | 8          |
| 5 | Екатерина Суржикова | Лолита — «Жизнь за тебя»      | 2              | 1               | 0          | 1      | 4          |
| 6 | Кай Метов           | Лолита — «Грустная танцую»    | 2              | 2               | 2          | 2      | 8          |
| 7 | Алексей Глызин      | Лолита — «Часы»               | 2              | 2               | 2          | 2      | 8          |
| 8 | Лариса Черникова    | Лолита — «Ту-ту-ту, на-на-на» | 1              | 1               | 1          | 1      | 4          |
| 9 | Алексей Гоман       | Лолита — «Ориентация Север»   | 2              | 2               | 2          | 2      | 8          |

В середине выпуска выступила Лика Стар, исполнив песню «Эй, секси», а в конце сама Лолита исполнила песню «Раневская».
Общий счёт после 3-го выпуска:
1. Кай Метов, Игорь Наджиев, Алексей Гоман — 23 балла
2. Настя Макаревич — 22 балла
3. Алексей Глызин — 21 балл
4. Феликс Царикати — 20 баллов
5. Татьяна Маркова — 18 баллов
6. Екатерина Суржикова — 15 баллов
7. Лариса Черникова — 14 баллов

#### Выпуск 4 (25 ноября 2023) — Посвящение ушедшим кумирам
| № | Исполнитель         | Песня                                           | Сергей Соседов | Наташа Королёва | Стас Пьеха | Лера Кудрявцева | Общий счёт |
| - | ------------------- | ----------------------------------------------- | -------------- | --------------- | ---------- | --------------- | ---------- |
| 1 | Татьяна Маркова     | Татьяна Маркова — «Памяти актёров»              | 2              | 2               | 2          | 2               | 8          |
| 2 | Кай Метов           | Песняры — «Наши любимые»                        | 1              | 2               | 1          | 1               | 5          |
| 3 | Настя Макаревич     | Александр Градский — «Как молоды мы были»       | 2              | 1               | 1          | 1               | 5          |
| 4 | Феликс Царикати     | Георг Отс — «Что так сердце растревожено»       | 2              | 2               | 2          | 2               | 8          |
| 5 | Игорь Наджиев       | Юлия Началова — «Жди меня»                      | 2              | 2               | 2          | 2               | 8          |
| 6 | Екатерина Суржикова | Ульяна Karakoz — «Ангелы здесь больше не живут» | 2              | 1               | 2          | 1               | 6          |
| 7 | Алексей Гоман       | Валерий Леонтьев — «Полёт на дельтаплане»       | 1              | 2               | 2          | 2               | 7          |
| 8 | Алексей Глызин      | Леонард Коэн — «Hallelujah»                     | 2              | 2               | 1          | 2               | 7          |

В середине выпуска Лариса Черникова исполнила песню Димы Билана «Не молчи» .
Общий счёт после 4-го выпуска:
1. Игорь Наджиев — 31 балл
2. Алексей Гоман — 30 баллов
3. Алексей Глызин, Феликс Царикати, Кай Метов — 28 баллов
4. Настя Макаревич — 27 баллов
5. Татьяна Маркова — 26 баллов
6. Екатерина Суржикова — 21 балл

#### Выпуск 5 (2 декабря 2023) — Песни Виктора Дробыша
| № | Исполнитель         | Песня                             | Сергей Соседов | Наташа Королёва | Виктор Дробыш | Лера Кудрявцева | Общий счёт |
| - | ------------------- | --------------------------------- | -------------- | --------------- | ------------- | --------------- | ---------- |
| 1 | Феликс Царикати     | IVAN — «Help You Fly»             | 2              | 1               | 2             | 1               | 6          |
| 2 | Татьяна Маркова     | Слава — «Одиночество — сволочь»   | 2              | 2               | 2             | 1               | 7          |
| 3 | Игорь Наджиев       | Валерия — «От разлуки до любви»   | 2              | 2               | 2             | 2               | 8          |
| 4 | Алексей Гоман       | Григорий Лепс — «Я тебя не люблю» | 1              | 2               | 2             | 1               | 6          |
| 5 | Анастасия Макаревич | Валерия — «Была любовь»           | 2              | 2               | 2             | 2               | 8          |
| 6 | Алексей Глызин      | Стас Пьеха — «Одна звезда»        | 2              | 2               | 2             | 2               | 8          |
| 7 | Кай Метов           | Валерия — «Часики»                | 2              | 2               | 2             | 2               | 8          |

В середине выпуска Екатерина Суржикова исполнила песню Стаса Пьехи «На ладони линия».
Общий счёт после 5-го выпуска:
1. Игорь Наджиев — 39 баллов
2. Алексей Гоман, Алексей Глызин, Кай Метов — 36 баллов
3. Настя Макаревич — 35 баллов
4. Феликс Царикати — 34 балла
5. Татьяна Маркова — 33 балла

Члены жюри спасли Татьяну Маркову.

#### Выпуск 6 (9 декабря 2023) — Дискотека века
| № | Исполнитель         | Песня                                     | Сергей Соседов | Наташа Королёва | Стас Пьеха | Лера Кудрявцева | Общий счёт |
| - | ------------------- | ----------------------------------------- | -------------- | --------------- | ---------- | --------------- | ---------- |
| 1 | Игорь Наджиев       | Александр Серов — «Мадонна»               | 2              | 1               | 1          | 1               | 5          |
| 2 | Алексей Гоман       | Anna Asti — «По барам»                    | 1              | 2               | 1          | 1               | 5          |
| 3 | Татьяна Маркова     | LaBelle — «Lady Marmelade»                | 2              | 2               | 2          | 2               | 8          |
| 4 | Кай Метов           | Феликс Царикати — «Два каппучино»         | 2              | 2               | 2          | 2               | 8          |
| 5 | Феликс Царикати     | Леприконсы — «Хали-гали, паратрупер»      | 2              | 2               | 2          | 2               | 8          |
| 6 | Анастасия Макаревич | Кельвин Харрис & Рианна — «We Found Love» | 2              | 2               | 2          | 2               | 8          |
| 7 | Алексей Глызин      | Рей Чарльз — «Hit the road, Jack»         | 2              | 2               | 2          | 2               | 8          |

В середине выпуска выступили Лера Кудрявцева и Екатерина Гордон, исполнив свою песню «Дамы за 30».
Общий счёт после 6-го выпуска:
1. Игорь Наджиев, Алексей Глызин, Кай Метов — 44 балла
2. Настя Макаревич — 43 балла
3. Феликс Царикати — 42 балла
4. Алексей Гоман, Татьяна Маркова — 41 балл

#### Выпуск 7 (16 декабря 2023) — Кинохит
| № | Исполнитель     | Песня                                                                 | Сергей Соседов | Наташа Королёва | Стас Пьеха | Лера Кудрявцева | Общий счёт |
| - | --------------- | --------------------------------------------------------------------- | -------------- | --------------- | ---------- | --------------- | ---------- |
| 1 | Алексей Гоман   | Весёлые ребята — «Алёшкина любовь»                                    | 1              | 2               | 2          | 2               | 7          |
| 2 | Кай Метов       | из м/ф «В синем море, в белой пене...» — «В море ветер, в море буря…» | 2              | 1               | 1          | 1               | 5          |
| 3 | Настя Макаревич | Владимир Пресняков — «Зурбаган»                                       | 2              | 2               | 2          | 2               | 8          |
| 4 | Алексей Глызин  | Филипп Киркоров — «Если ты уйдешь»                                    | 2              | 2               | 2          | 2               | 8          |
| 5 | Феликс Царикати | Любэ — «Ты неси меня, река»                                           | 2              | 2               | 2          | 0               | 6          |
| 6 | Игорь Наджиев   | Жанна Рождественская — «Гадалка»                                      | 2              | 2               | 2          | 2               | 8          |

Помимо участников выступил Сергей Соседов со своей песней «Одиночество сердец.» К концу выпуска Наташа Королёва выступила со своей песней «Красная помада.»
Общий счёт после 7-го выпуска:
1. Игорь Наджиев, Алексей Глызин — 52 балла
2. Настя Макаревич — 51 балл
3. Кай Метов — 49 баллов
4. Алексей Гоман, Феликс Царикати — 48 баллов

#### Выпуск 8 (23 декабря 2023) — Битва сезонов
1 часть
| № | Исполнитель     | Песня                                         | Сергей Соседов | Наташа Королёва | Стас Пьеха | Лера Кудрявцева | Общий счёт |
| - | --------------- | --------------------------------------------- | -------------- | --------------- | ---------- | --------------- | ---------- |
| 1 | Феликс Царикати | Наталия Власова и Егор Крид — «Я у твоих ног» | 2              | 2               | 2          | 2               | 8          |
| 2 | Игорь Наджиев   | SHAMAN — «Теряем мы любовь»                   | 2              | 2               | 1          | 1               | 6          |
| 3 | Настя Макаревич | Батырхан Шукенов — «Нелюбимая»                | 1              | 1               | 1          | 1               | 4          |
| 4 | Кай Метов       | Ирина Понаровская — «Я больше не хочу»        | 1              | 2               | 2          | 2               | 7          |
| 5 | Алексей Глызин  | Любовь Успенская — «Ещё минута»               | 1              | 2               | 2          | 2               | 7          |

Общий счёт после первой части 8-го выпуска:
1. Алексей Глызин — 59 баллов
2. Игорь Наджиев — 58 баллов
3. Кай Метов, Феликс Царикати — 56 баллов
4. Настя Макаревич — 55 баллов

2 часть
| № | Исполнитель                       | Песня                                             | Сергей Соседов | Наташа Королёва | Стас Пьеха | Лера Кудрявцева | Общий счёт |
| - | --------------------------------- | ------------------------------------------------- | -------------- | --------------- | ---------- | --------------- | ---------- |
| 1 | Феликс Царикати и Наталия Власова | Андрей Губин — «Зима-холода»                      | 2              | 2               | 2          | 2               | 8          |
| 2 | Кай Метов и Алиса Мон             | Леонид Агутин и Анжелика Варум — «Королева»       | 2              | 2               | 2          | 2               | 8          |
| 3 | Игорь Наджиев и Алёна Иванцова    | Ирина Дубцова — «О нём»                           | 2              | 2               | 2          | 2               | 8          |
| 4 | Настя Макаревич и Авраам Руссо    | Иванушки International — «Реви»                   | 1              | 2               | 1          | 2               | 6          |
| 5 | Алексей Глызин и Жан Милимеров    | Григорий Лепс и Максим Фадеев — «Орлы или вороны» | 1              | 2               | 2          | 2               | 7          |

В середине выпуска Стас Пьеха и Гузель Хасанова исполнили свою песню «Тёмная полоса».
Общий счёт после 8-го выпуска:
1. Алексей Глызин, Игорь Наджиев — 66 баллов
2. Кай Метов, Феликс Царикати — 64 балла
3. Настя Макаревич — 61 балл

#### Выпуск 9 (30 декабря 2023) — Финал
| № | Исполнитель     | Песня                                   | Сергей Соседов | Наташа Королёва | Стас Пьеха | Лера Кудрявцева | Общий счёт |
| - | --------------- | --------------------------------------- | -------------- | --------------- | ---------- | --------------- | ---------- |
| 1 | Феликс Царикати | Алексей Чумаков — «Счастье»             | 2              | 2               | 2          | 2               | 8          |
| 2 | Игорь Наджиев   | Слава — «Однажды ты»                    | 2              | 2               | 1          | 1               | 6          |
| 3 | Алексей Глызин  | Максим Фадеев — «Стану ли я счастливей» | 1              | 2               | 2          | 2               | 7          |
| 4 | Кай Метов       | Григорий Лепс — «Я счастливый»          | 1              | 2               | 2          | 2               | 7          |

| № | Исполнитель                             | Песня                                                            |
| - | --------------------------------------- | ---------------------------------------------------------------- |
| 1 | Лика Стар и Бурановские бабушки         | Бурановские бабушки — «Party For Everybody».                     |
| 2 | Екатерина Суржикова и Александр Айвазов | Максим Фадеев и Наргиз — «Вдвоём»                                |
| 3 | Лариса Черникова и Юрий Титов           | Сиа — «Shear Thrills»                                            |
| 4 | Татьяна Маркова и Шура                  | Кристина Орбакайте и Авраам Руссо — «Любовь, которой больше нет» |
| 5 | Алексей Гоман и Ольга Зарубина          | Стас Пьеха и Слава — «Я и ты»                                    |
| 6 | Настя Макаревич                         | Полина Гагарина — «Спектакль окончен»                            |

Итоговый счёт:
1. Алексей Глызин — 73 балла — Победитель сезона[10]
2. Феликс Царикати, Игорь Наджиев — 72 балла
3. Кай Метов — 71 балл

#### Итоги
Общий рейтинг участников выглядит так.
1. Алексей Глызин
2. Феликс Царикати и Игорь Наджиев
3. Кай Метов
4. Анастасия Макаревич
5. Алексей Гоман
6. Татьяна Маркова
7. Екатерина Суржикова
8. Лариса Черникова
9. Лика Стар

- Больше всех раз максимальный балл — 8 — получили Феликс Царикати и Игорь Наджиев (6 раз). 5 раз высшую оценку получили Алексей Глызин и Кай Метов. По 4 раза получили Настя Макаревич. 3 раза оценку получила Татьяна Маркова и 2 раза Алексей Гоман. Екатерина Суржикова, Лариса Черникова и Лика Стар ни разу не получили высший балл.
- Наименьший балл — 4 — получили Лика Стар (во 2 выпуске), Лариса Черникова (во 2 и 3 выпусках), Татьяна Маркова (в 3 выпуске), Екатерина Суржикова (в 3 выпуске)и Настя Макаревич (в 8 выпуске).
- Алексей Гоман получил приз зрительских симпатий.

### Пятый сезон
В юбилейном сезоне вместо Лолиты ведущей стала Наташа Королёва. Нововведением стало отсутствие постоянного четвёртого члена жюри, а его место будет занимать один из участников прошлых сезонов «Суперстара!» (исключение было сделано в 5 и 6 выпуске, когда место членов жюри заняли Люся Чеботина и Лолита соответственно).

#### Члены жюри
| Член жюри        | Выпуски | Выпуски | Выпуски | Выпуски | Выпуски | Выпуски | Выпуски | Выпуски | Выпуски |
| Член жюри        | 1       | 2       | 3       | 4       | 5       | 6       | 7       | 8       | 9       |
| ---------------- | ------- | ------- | ------- | ------- | ------- | ------- | ------- | ------- | ------- |
| Сергей Соседов   |         |         |         |         |         |         |         |         |         |
| Стас Пьеха       |         |         |         |         |         |         |         |         |         |
| Лера Кудрявцева  |         |         |         |         |         |         |         |         |         |
| Ирина Салтыкова  |         |         |         |         |         |         |         |         |         |
| Алиса Мон        |         |         |         |         |         |         |         |         |         |
| Алёна Апина      |         |         |         |         |         |         |         |         |         |
| Кирилл Туриченко |         |         |         |         |         |         |         |         |         |
| Ольга Зарубина   |         |         |         |         |         |         |         |         |         |
| Люся Чеботина    |         |         |         |         |         |         |         |         |         |
| Лолита           |         |         |         |         |         |         |         |         |         |
| Катя Лель        |         |         |         |         |         |         |         |         |         |
| Юлия Волкова     |         |         |         |         |         |         |         |         |         |
| Шура             |         |         |         |         |         |         |         |         |         |

#### Выпуск 1 (1 февраля 2025) — Старый хит по-новому
| №  | Исполнитель         | Песня                         | Сергей Соседов | Ирина Салтыкова | Стас Пьеха | Лера Кудрявцева | Общий счёт |
| -- | ------------------- | ----------------------------- | -------------- | --------------- | ---------- | --------------- | ---------- |
| 1  | Корнелия Манго      | «Две половины»                | 2              | 2               | 2          | 2               | 8          |
| 2  | Михаил Муромов      | «Яблоки на снегу»             | 1              | 2               | 2          | 2               | 7          |
| 3  | Ксения Георгиади    | «Радоваться жизни»            | 2              | 2               | 2          | 2               | 8          |
| 4  | Данко               | «Малыш»                       | 2              | 2               | 1          | 2               | 7          |
| 5  | Маргарита Суханкина | «На дискотеке»                | 1              | 2               | 1          | 2               | 6          |
| 6  | Ираклий Пирцхалава  | «Лондон-Париж»                | 1              | 2               | 2          | 2               | 7          |
| 7  | Азиза               | «Твоя улыбка»                 | 2              | 2               | 2          | 2               | 8          |
| 8  | Сергей Минаев       | «Братец Луи»                  | 1              | 2               | 2          | 2               | 7          |
| 9  | Лена Катина         | «Не верь, не бойся, не проси» | 1              | 2               | 2          | 2               | 7          |
| 10 | Сергей Челобанов    | «Незваный гость»              | 2              | 2               | 2          | 2               | 8          |

Общий счёт после первого выпуска:
1. Азиза; Ксения Георгиади; Корнелия Манго; Сергей Челобанов — 8 баллов
2. Данко; Лена Катина; Сергей Минаев; Михаил Муромов; Ираклий Пирцхалава — 7 баллов
3. Маргарита Суханкина — 6 баллов

#### Выпуск 2 (8 февраля 2025) ― Не в своей тарелке
| №  | Исполнитель         | Песня                              | Сергей Соседов | Алиса Мон | Стас Пьеха | Лера Кудрявцева | Общий счёт |
| -- | ------------------- | ---------------------------------- | -------------- | --------- | ---------- | --------------- | ---------- |
| 1  | Михаил Муромов      | Джо Кокер ― «I Put a Spell on You» | 2              | 2         | 1          | 1               | 6          |
| 2  | Маргарита Суханкина | «Руки Вверх!» ― «Он тебя целует»   | 2              | 2         | 2          | 2               | 8          |
| 3  | Данко               | Филипп Киркоров ― «Полетели»       | 1              | 1         | 1          | 2               | 5          |
| 4  | Ксения Георгиади    | Луи Армстронг ― «Go Down Moses»    | 2              | 2         | 2          | 2               | 8          |
| 5  | Сергей Минаев       | Лолита ― «Раневская»               | 2              | 2         | 2          | 2               | 8          |
| 6  | Лена Катина         | Sevak ― «Жди меня там»             | 1              | 1         | 1          | 1               | 4          |
| 7  | Ираклий Пирцхалава  | Майкл Джексон ― «Earth song»       | 1              | 2         | 2          | 2               | 7          |
| 8  | Сергей Челобанов    | Дима Билан ― «Острой бритвой»      | 2              | 2         | 2          | 2               | 8          |
| 9  | Корнелия Манго      | Надежда Кадышева ― «Течёт ручей»   | 0              | 2         | 2          | 2               | 6          |
| 10 | Азиза               | Далида ― «Je suis malade»          | 2              | 2         | 2          | 2               | 8          |

Общий счёт после второго выпуска:
1. Азиза; Ксения Георгиади; Сергей Челобанов ― 16 баллов
2. Сергей Минаев ― 15 баллов
3. Маргарита Суханкина; Ираклий Пирцхалава; Корнелия Манго ― 14 баллов
4. Михаил Муромов ― 13 баллов
5. Данко ― 12 баллов
6. Лена Катина — 11 баллов

#### Выпуск 3 (15 февраля 2025) — Дискотека века
| № | Исполнитель         | Песня                                               | Сергей Соседов | Алёна Апина | Кирилл Туриченко | Лера Кудрявцева | Общий счёт |
| - | ------------------- | --------------------------------------------------- | -------------- | ----------- | ---------------- | --------------- | ---------- |
| 1 | Данко               | «Руки Вверх!» ― «18 мне уже»                        | 2              | 2           | 1                | 2               | 7          |
| 2 | Маргарита Суханкина | «Serebro» ― «Мама Люба»                             | 2              | 2           | 2                | 2               | 8          |
| 3 | Корнелия Манго      | «Backstreet Boys» ― «Everybody (Backstreet’s Back)» | 2              | 2           | 2                | 2               | 8          |
| 4 | Михаил Муромов      | Николай Носков ― «Паранойя»                         | 1              | 2           | 2                | 2               | 7          |
| 5 | Ксения Георгиади    | Филипп Киркоров ― «Diva»                            | 2              | 2           | 2                | 1               | 7          |
| 6 | Ираклий Пирцхалава  | Niko’s Band ― «Georgian disco»                      | 2              | 2           | 2                | 1               | 7          |
| 7 | Сергей Минаев       | Филипп Киркоров ― «Диско-партизаны»                 | 2              | 2           | 2                | 2               | 8          |
| 8 | Азиза               | «O-Zone» ― «Dragostea din tei»                      | 2              | 2           | 2                | 1               | 7          |
| 9 | Сергей Челобанов    | «Ленинград» ― «WWW»                                 | 1              | 2           | 2                | 2               | 7          |

Общий счёт после третьего выпуска:
1. Азиза; Ксения Георгиади; Сергей Челобанов; Сергей Минаев ― 23 балла
2. Маргарита Суханкина; Корнелия Манго ― 22 балла
3. Ираклий Пирцхалава ― 21 балл
4. Михаил Муромов ― 20 баллов
5. Данко ― 19 баллов

Члены жюри спасли Данко.

#### Выпуск 4 (22 февраля 2025) ― ПесниЮрия Шатунова
| № | Исполнитель         | Песня           | Сергей Соседов | Ольга Зарубина | Стас Пьеха | Лера Кудрявцева | Общий счёт |
| - | ------------------- | --------------- | -------------- | -------------- | ---------- | --------------- | ---------- |
| 1 | Сергей Минаев       | «Лето»          | 2              | 2              | 1          | 1               | 6          |
| 2 | Ксения Георгиади    | «Детство»       | 1              | 2              | 1          | 1               | 5          |
| 3 | Михаил Муромов      | «Ну что же ты»  | 1              | 2              | 1          | 1               | 5          |
| 4 | Данко               | «Розовый вечер» | 2              | 2              | 2          | 2               | 8          |
| 5 | Маргарита Суханкина | «Седая ночь»    | 2              | 2              | 2          | 2               | 8          |
| 6 | Ираклий Пирцхалава  | «Забудь»        | 2              | 2              | 2          | 2               | 8          |
| 7 | Азиза               | «Каждому своё»  | 2              | 2              | 2          | 2               | 8          |
| 8 | Сергей Челобанов    | «Грёзы»         | 1              | 2              | 2          | 2               | 7          |
| 9 | Корнелия Манго      | «Белые розы»    | 0              | 2              | 0          | 1               | 3          |

Общий счёт после четвёртого выпуска:
1. Азиза ― 31 балл
2. Маргарита Суханкина; Сергей Челобанов ― 30 баллов
3. Ираклий Пирцхалава; Сергей Минаев ― 29 баллов
4. Ксения Георгиади ― 28 баллов
5. Данко ― 27 баллов
6. Корнелия Манго; Михаил Муромов — 25 баллов

#### Выпуск 5 (1 марта 2025) — Современный хит
В начале выпуска выступила член жюри Люся Чеботина со своей песней «Москва-Дубай».
| № | Исполнитель         | Песня                                | Сергей Соседов | Люся Чеботина | Кирилл Туриченко | Лера Кудрявцева | Общий счёт |
| - | ------------------- | ------------------------------------ | -------------- | ------------- | ---------------- | --------------- | ---------- |
| 1 | Данко               | Jazzdauren — «Дарите женщинам цветы» | 1              | 2             | 1                | 2               | 6          |
| 2 | Ксения Георгиади    | Ани Лорак — «Забирай рай»            | 2              | 2             | 2                | 2               | 8          |
| 3 | Ираклий Пирцхалава  | Анна Асти — «Царица»                 | 1              | 2             | 2                | 1               | 6          |
| 4 | Маргарита Суханкина | Лолита — «Offset»                    | 0              | 2             | 2                | 2               | 6          |
| 5 | Сергей Минаев       | Женя Трофимов — «Самолёты»           | 2              | 2             | 2                | 2               | 8          |
| 6 | Корнелия Манго      | Полина Гагарина — «Небо в глазах»    | 2              | 2             | 2                | 2               | 8          |
| 7 | Сергей Челобанов    | Чарли Пут — «Attention»              | 2              | 1             | 2                | 2               | 7          |
| 8 | Азиза               | «Ночные снайперы» — Я смиряюсь       | 2              | 2             | 2                | 2               | 8          |

Общий счёт после пятого выпуска:
1. Азиза — 39 баллов
2. Сергей Минаев; Сергей Челобанов — 37 баллов
3. Ксения Георгиади; Маргарита Суханкина — 36 баллов
4. Ираклий Пирцхалава — 35 баллов
5. Корнелия Манго; Данко — 33 балла

#### Выпуск 6 (8 марта 2025) — Любимый хит
В начале выпуска выступила член жюри Лолита, исполнив песню «Ешь, люби и молись».
| № | Исполнитель         | Песня                                    | Сергей Соседов | Лолита | Кирилл Туриченко | Лера Кудрявцева | Общий счёт |
| - | ------------------- | ---------------------------------------- | -------------- | ------ | ---------------- | --------------- | ---------- |
| 1 | Ираклий Пирцхалава  | Полина Гагарина ― «Ты не целуй»          | 2              | 1      | 2                | 2               | 7          |
| 2 | Маргарита Суханкина | Наргиз ― «Я буду всегда с тобой»         | 2              | 1      | 2                | 2               | 7          |
| 3 | Корнелия Манго      | «A’Studio» ― «Я искала тебя»             | 1              | 2      | 2                | 2               | 7          |
| 4 | Ксения Георгиади    | Григорий Лепс ― «Где-то за тучами»       | 2              | 2      | 2                | 1               | 7          |
| 5 | Сергей Минаев       | Александр Серов ― «Я люблю тебя до слёз» | 1              | 2      | 1                | 2               | 6          |
| 6 | Азиза               | Shaman ― «Встанем»                       | 2              | 2      | 2                | 2               | 8          |
| 7 | Сергей Челобанов    | «Цветы» ― «Звёздочка моя ясная»          | 1              | 2      | 2                | 2               | 7          |

В середине выпуска выступил член жюри Кирилл Туриченко, исполнив песню «Богиня», а в конце с песней «Девичник» выступили группа «ZаVисть» (Лера Кудрявцева и Катя Гордон) и Наташа Королёва.
Общий счёт после шестого выпуска:
1. Азиза — 47 баллов
2. Сергей Челобанов — 44 балла
3. Ксения Георгиади; Маргарита Суханкина; Сергей Минаев ― 43 балла
4. Ираклий Пирцхалава — 42 балла
5. Корнелия Манго — 40 баллов

#### Выпуск 7 (15 марта 2025) — Старые песни о главном
| № | Исполнитель         | Песня                               | Сергей Соседов | Катя Лель | Кирилл Туриченко | Лера Кудрявцева | Общий счёт |
| - | ------------------- | ----------------------------------- | -------------- | --------- | ---------------- | --------------- | ---------- |
| 1 | Ксения Георгиади    | Тамара Гвердцители — «Арго»         | 2              | 2         | 2                | 2               | 8          |
| 2 | Ираклий Пирцхалава  | Анна Герман — «Весеннее танго»      | 2              | 2         | 2                | 2               | 8          |
| 3 | Азиза               | «Ойся, ты ойся»                     | 2              | 2         | 2                | 2               | 8          |
| 4 | Сергей Минаев       | «Эх, дороги»                        | 1              | 2         | 2                | 2               | 7          |
| 5 | Маргарита Суханкина | Елена Образцова — «Carmen»          | 2              | 2         | 2                | 2               | 8          |
| 6 | Сергей Челобанов    | Фрэнк Синатра — «The World We Knew» | 2              | 2         | 2                | 2               | 8          |

Общий счёт после седьмого выпуска:
1. Азиза — 55 баллов
2. Сергей Челобанов — 52 балла
3. Ксения Георгиади; Маргарита Суханкина — 51 балл
4. Ираклий Пирцхалава; Сергей Минаев — 50 баллов

#### Выпуск 8 (22 марта 2025) — Битва сезонов
1-я часть
| № | Исполнитель         | Песня                                   | Сергей Соседов | Юлия Волкова | Кирилл Туриченко | Лера Кудрявцева | Общий счёт |
| - | ------------------- | --------------------------------------- | -------------- | ------------ | ---------------- | --------------- | ---------- |
| 1 | Ксения Георгиади    | Николай Носков ― «Снег»                 | 2              | 2            | 2                | 2               | 8          |
| 2 | Ираклий Пирцхалава  | Линда ― «Ворона»                        | 1              | 2            | 2                | 1               | 6          |
| 3 | Маргарита Суханкина | Максим Фадеев ― «Стану ли я счастливей» | 1              | 1            | 1                | 1               | 4          |
| 4 | Сергей Челобанов    | Дана Соколова и Скруджи — «Индиго»      | 1              | 2            | 2                | 2               | 7          |
| 5 | Азиза               | Лолита ― «Ориентация Север»             | 2              | 2            | 2                | 1               | 7          |

Общий счёт после первой части восьмого выпуска:
1. Азиза — 62 балла
2. Сергей Челобанов; Ксения Георгиади ― 59 баллов
3. Ираклий Пирцхалава ― 56 баллов
4. Маргарита Суханкина — 55 баллов

2-я часть
| № | Исполнитель                            | Песня                                    | Сергей Соседов | Юлия Волкова | Кирилл Туриченко | Лера Кудрявцева | Общий счёт |
| - | -------------------------------------- | ---------------------------------------- | -------------- | ------------ | ---------------- | --------------- | ---------- |
| 1 | Ксения Георгиади и Жан Милимеров       | Елена Ваенга и Интарс Бусулис ― «Нева»   | 2              | 2            | 2                | 2               | 8          |
| 2 | Азиза и Алексей Гоман                  | Андреа Бочелли ― «Con te partiro»        | 2              | 2            | 1                | 1               | 6          |
| 3 | Сергей Челобанов и «G.Strelki»         | «Русские» ― «Ну и что»                   | 2              | 2            | 2                | 2               | 8          |
| 4 | Маргарита Суханкина и Алексей Глызин   | Ирина Аллегрова ― «Сквозняки»            | 1              | 2            | 2                | 2               | 7          |
| 5 | Ираклий Пирцхалава и «Балаган Лимитед» | «Quest Pistols» ― «Белая стрекоза любви» | 1              | 2            | 1                | 2               | 6          |

Общий счёт после второй части восьмого выпуска:
1. Азиза — 68 баллов
2. Сергей Челобанов; Ксения Георгиади ― 67 баллов
3. Ираклий Пирцхалава; Маргарита Суханкина — 62 балла

#### Выпуск 9 (29 марта 2025) — Финал
| № | Исполнитель         | Песня                                      | Сергей Соседов | Шура | Стас Пьеха | Лера Кудрявцева | Общий счёт |
| - | ------------------- | ------------------------------------------ | -------------- | ---- | ---------- | --------------- | ---------- |
| 1 | Маргарита Суханкина | Леонид Агутин и Анжелика Варум — «Февраль» | 2              | 2    | 1          | 2               | 7          |
| 2 | Ксения Георгиади    | Ирина Аллегрова — «Транзитный пассажир»    | 2              | 2    | 2          | 2               | 8          |
| 3 | Сергей Челобанов    | Андрей Губин — «Ночь»                      | 1              | 2    | 2          | 2               | 7          |
| 4 | Азиза               | Ирина Аллегрова — «Занавес»                | 2              | 1    | 1          | 1               | 5          |

Выступления вне конкурса
| № | Исполнитель                         | Песня                                                                    |
| - | ----------------------------------- | ------------------------------------------------------------------------ |
| 1 | Михаил Муромов и «Божья коровка»    | из м/ф «Приключения капитана Врунгеля» — «Бандито»                       |
| 2 | Корнелия Манго                      | Ирина Дубцова и Полина Гагарина — Кому, зачем?                           |
| 3 | Данко и «Вирус!»                    | Анна Асти и Филипп Киркоров — «Хобби»                                    |
| 4 | Лена Катина и Юрий Титов            | Стас Пьеха и Гузель Хасанова — «Тёмная полоса»                           |
| 5 | Сергей Минаев и Анастасия Макаревич | Алла Пугачёва — «Любовь, похожая на сон»                                 |
| 6 | Ираклий Пирцхалава                  | Николай Носков, Стас Пьеха, IVAN, Игорь Романов — «Не вставай на колени» |

Итоговый счёт:
1. Ксения Георгиади ― 75 баллов ― Победитель сезона
2. Сергей Челобанов ― 74 балла
3. Азиза — 73 балла
4. Маргарита Суханкина — 69 баллов

#### Итоги
Общий рейтинг участников выглядит так.
1. Ксения Георгиади
2. Сергей Челобанов
3. Азиза
4. Маргарита Суханкина
5. Ираклий Пирцхалава
6. Сергей Минаев
7. Корнелия Манго
8. Данко
9. Михаил Муромов
10. Лена Катина

- Больше всех раз максимальный балл — 8 — получила Ксения Георгиади (7 раз), 6 раз высшую оценку получила Азиза. По 4 раза высшую оценку получали Сергей Челобанов и Маргарита Суханкина; Сергей Минаев и Корнелия Манго получили высший балл 3 раза; 2 раза высший балл получил Ираклий Пирцхалава и 1 раз высший балл получил Данко. Лена Катина и Михаил Муромов ни разу не получили от жюри высший балл.

- Наименьший балл — 3 — получила Корнелия Манго (в 4 выпуске).

### Комментарии
1. ↑  В 3-м выпуске 4-го сезона Лолиту заменила Лера Кудрявцева
2. ↑  В 7-8-х выпусках Maruv заменила Диана Арбенина
3. ↑  Начиная с 5-го выпуска, Виктора Дробыша заменяли Анатолий Цой, Игорь Крутой, Денис Клявер и Лариса Долина
4. ↑  1 выпуск — Лариса Долина 
 2 выпуск — Диана Арбенина 
 3 выпуск — Наташа Королёва 
 4 выпуск — Марина Федункив 
 5 выпуск — Алексей Чумаков 
 6 выпуск — Александр Серов 
 7 выпуск — Ангелина Вовк 
 8 выпуск — Олег Газманов
5. ↑  Начиная с 6-го выпуска 2-го сезона, Машу Распутину заменяли Лариса Долина (выпуск 6) и Диана Арбенина (выпуски 7-8)
6. ↑  Во 2-м сезоне Стаса Пьеху заменяли Стас Костюшкин (выпуск 3), Вячеслав Добрынин (выпуск 5) и Сергей Жуков (выпуск 8); в 3-м сезоне заменяли Александр Зацепин (выпуск 5) и Денис Клявер (выпуск 9); в 4-м сезоне заменял Виктор Дробыш (выпуск 5); в пятом сезона заменял Кирилл Туриченко (выпуски 3, 5-8)
7. ↑  В 3-м выпуске 4-го сезона Леру Кудрявцеву заменила Лолита
8. ↑  1 выпуск ― Ирина Салтыкова 
 2 выпуск ― Алиса Мон 
 3 выпуск ― Алёна Апина 
 4 выпуск ― Ольга Зарубина 
 5 выпуск ― Люся Чеботина 
 6 выпуск ― Лолита 
 7 выпуск ― Катя Лель 
 8 выпуск ― Юлия Волкова 
 9 выпуск ― Шура
9. ↑  Катя Лель исполнила свою песню «Мой мармеладный», вставив припев из песни Пьера Нарцисса «Шоколадный заяц»
10. ↑  Посвящение ушедшим актёрам театра «Ленком»
11. ↑  Посвящение Владимиру Мулявину
12. ↑  Посвящение Сергею Захарову
13. ↑  Посвящение отцу Ивану Суржикову
14. ↑  Посвящение автору песни Эдуарду Артемьеву
15. ↑  Посвящение Вячеславу Зайцеву и Валентину Юдашкину
16. ↑  Посвящение актрисе Евгении Брик